# Poul Thorsen
Poul Thorsen (født 1. maj 1961) er en dansk læge og forsker, der var leder af forskningscentret North Atlantic Neuro-Epidemiology Alliances (NANEA) ved Aarhus Universitet.
Nanea blev oprettet i 2000 på baggrund af en 7,8 millioner dollar stor bevilling fra den amerikanske sundshedinstitution Centers for Disease Control and Prevention (CDC) i Atlanta.
I 2007 blev projektet forlænget med en ny bevilling fra CDC, og året efter  flyttede Thorsen til Atlanta, men var forsat chef for Nanea, indtil marts 2009, hvor han opsagde sin stilling ved Aarhus Universitet.
En sag om Poul Thorsens brug af forskningsmidler var omtalt i danske og amerikanske medier i begyndelsen af 2010'erne. Grunden til at Thorsen-sagen fik omtale i udlandet var at hans sag placerede sig i kontroversen omkring autisme og vaccination, specielt om kviksølv (Thimerosal) i vaccine forårsager autisme.

## Henvisning
1. ↑  Sanne Maja Funch (12. marts 2010). "Da agitatoren kom til universitetet". information.dk.
2. ↑    - Kristian Villesen (14. marts 2010). "LEDER: Fundraiserens universitet". information.dk.
  - Ulla Danielsen (21. januar 2011). "Skandalesager på universiteterne". Journalisten.
  - Ulla Danielsen (2011 marts). "Danes charge CDC-linked Autism Researcher Thorsen with Tax Evasion". {{cite news}}: Tjek datoværdier i: |date= (hjælp)
  - Ulla Danielsen (26. marts 2012). "DANISH HIGH COURT DISMISSES CASE OF GROSS TAX EVASION AGAINST FORMER DANISH AUTISM RESEARCHER POUL THORSEN". Ulla Danielsen.
  - Peter Schwarz-Nielsen (26. november 2012). "Danske Poul er 'most wanted' i USA: Her gemmer han sig". BT.
  - Morten Svith (17. december 2012). "Top-forsker skal i retten for skattesnyd". Århus Stifttidende.
  - Lise Richter (22. maj 2011). "Dansk forsker i forbrugsfælden". Information.
  - "OIG Fugitive: Poul Thorsen". U.S. Department of Health and Human Services.
  - "Fugitive Profiles". Office of Inspector General, U.S. Department of Health & Human Services. Hentet 10. marts 2015.
  - Bill Posey. "APRIL IS AUTISM AWARENESS MONTH--MOVING FROM AWARENESS TO ACTION".
  - Robert F. Kennedy Jr. (11. marts 2010). "Central Figure in CDC Vaccine Cover-Up Absconds With $2M". Huffington Post.
  - A Population-Based Study of Measles, Mumps, and Rubella Vaccination and Autism, 2002
  - Thimerosal and the Occurrence of Autism: Negative Ecological Evidence From Danish Population-Based Data
  - CoMeD (25. oktober 2011). "Scandal Exposed in Major Study of Autism and Mercury". MarketWatch.{{cite web}}:  CS1-vedligeholdelse: url-status (link)